# 胡季强
胡季强（1961年—），浙江东阳人，汉族，中华人民共和国政治人物、第十二届全国人民代表大会浙江地区代表。康恩贝集团董事长。
毕业于浙江医科大学药学专业，加入中国共产党。2013年，被选为全国人大代表。2018年2月24日，当选为第十三届全国人大代表。